# Михаил II (митрополит Киевский)
Митрополит Михаил II (XII век) — митрополит Киевский и всея Руси (1130—1145).

## Биография
Был назначен и рукоположён в Константинополе и прибыл в Киев летом 1130 года. Уже в ноябре—декабре того же года он посвятил в новгородские епископы Нифонта, а в 1134—1136 годах участвовал в учреждении Смоленской епархии.

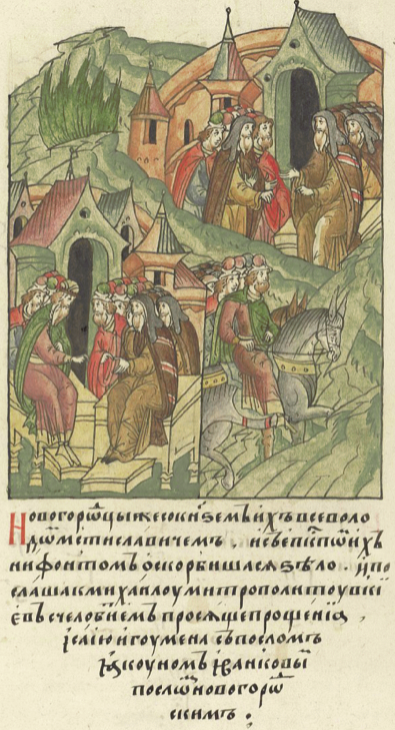
Всеволод и Нифонт посылают игумена Исайю к Михаилу II

Около 1134 года он прибыл в Новгород и именем Божиим удерживал новгородцев от вражды с ростовскими князьями. Но новгородцы не послушались митрополита и, задержав его у себя, выступили в поход. Однако потерпели поражение и, возвратившись из похода, отпустили митрополита.
С большим трудом Михаилу удалось покончить с неурядицами вокруг вакантной переяславской кафедры (1134—1141), которые возникли вследствие протестов против выделения из состава Переяславской епархии Смоленской земли; очередного переяславского епископа Евфимия Михаил смог рукоположить только в 1141 году.
В пору постоянных междоусобий при киевских князьях Ярополке Владимировиче (1132—1139) и Всеволоде Ольговиче (1139—1146) Михаил предпринимал небезуспешные попытки посредничества между соперничавшими князьями, хотя при этом и не смог избежать упреков в пристрастности. На рубеже 1134—1135 гг. он оказался даже на короткое время в заточении, что должно было препятствовать его посреднической деятельности.
Авторитет митрополита подрывался также его усилиями в поддержку провизантийской политики одной из коалиций русских князей (в первую очередь галицких и суздальских).
Участие в препирательствах по поводу киевского стола в 1145/1146 годах — последнее, что нам известно о политической деятельности Михаила. Во время интронизации Изяслава Мстиславича 13 августа 1146 году его уже не было в Киеве.
На основании послания можно догадываться, что Михаил сложил с себя сан митрополита (отписался митрополии) в ходе кризиса, виновником которого, по-видимому, был он сам. При этом он напоминал об исконных правах Константинополя, чтобы избежать осложнений с назначением своего преемника. Поскольку как раз в 1145 году Михаил находился с каноническим визитом в Византии, то, возможно, последовавшие вскоре события в Киеве были одной из причин его отказа от возвращения туда. Скончался в 1145 году.